# Aristolochia rumicifolia
Aristolochia rumicifolia är en piprankeväxtart som beskrevs av Mart. & Zucc.. Aristolochia rumicifolia ingår i släktet piprankor, och familjen piprankeväxter. Inga underarter finns listade i Catalogue of Life.